# Isogona texana
Isogona texana är en fjärilsart som beskrevs av Smith 1900. Isogona texana ingår i släktet Isogona och familjen nattflyn. Inga underarter finns listade i Catalogue of Life.